# Funky Pretty
«Funky Pretty» es una canción escrita por Brian Wilson, Mike Love y Jack Rieley para la banda de rock estadounidense The Beach Boys. Fue lanzado en su álbum de estudio Holland de 1973, luego se editó como lado B de su sencillo "California Saga: California". Basado en temas astrológicos, Carl Wilson explicó que la canción se grabó rápidamente en una "ráfaga espontánea". Brian fue un participante activo en su producción, una ocurrencia rara en el momento.

## Composición
Rolling Stone escribió sobre la canción en su reseña sobre Holland:

"Funky Pretty" está más en el lado gutural del R&B. Una canción de amor cósmico para un encantador astrológico, monta su grano en un torbellino de complicaciones armónicas, nuevamente subrayando la destreza vocal más directa de Blondie Chaplin con una "firma coral desafiante barroca": Vivaldi se encuentra con los Regents en un sintetizador mágico. Es una pista hermosa, construida sobre premisas musicales económicas e incluso monótonas que se deleitan en su desarrollo irracionalmente complejo.

## Créditos
The Beach Boys
- Carl Wilson – voz[3]
- Al Jardine – voz[3]
- Blondie Chaplin – voz[3]
- Mike Love – voz[3]
- Ricky Fataar – voz[3]
- Brian Wilson – batería, percusión, sintetizador, piano[3]